# Jangi Kala
Jangi Kala – miasto w Afganistanie, w prowincji Tachar. W 2017 roku liczyło 10 100 mieszkańców.